# Krupski Młyn
Pour les articles homonymes, voir Krupski Młyn (homonymie).
Krupski Młyn est un village de la voïvodie de Silésie et du powiat de Tarnowskie Góry. Il est le siège de la gmina de Krupski Młyn et comptait 2 598 habitants en 2008.
Le hameau de Potępa (en allemand : Potempa) est rattaché à la commune.

## Histoire
Dans la nuit du 9 au 10 août 1932, le hameau de Potempa est le lieu du meurtre de Potempa, où cinq personnes en uniforme de la SA font irruption au domicile de l'ouvrier syndicaliste Konrad Pietrzuch (Pietzuch, Piecuch, Pietczuch) et le battent à mort, devant sa mère. Cet événement aura de fortes répercussions et signe la fin de l'État de droit au sein de la république de Weimar.